# 哈斯勒克 (澳大利亞國會選區)
哈斯勒克選區（英語：Division of Hasluck）是澳大利亞西澳大利亞州的下議院選區，位於州府珀斯東郊。面積245平方公里。
選區始於2001年。選區名紀念第十七任總督保羅·哈斯勒克及其夫人亞歷山德拉·哈斯勒克。本區是自由黨和工黨競爭的選區。2007年至2010年當區的議員是莎琳·傑克遜，2010年至2022年當區的議員是健·懷亞特，2022年起當區的議員是泰莉亞·羅雲斯。

## 歷任議員
| 议员 | 议员          | 政党   | 任期          |
| ---- | ------------- | ------ | ------------- |
|      | 莎琳·傑克遜   | 工党   | 2001年–2004年 |
|      | 斯圖爾特·亨利 | 自由党 | 2004年–2007年 |
|      | 莎琳·傑克遜   | 工党   | 2007年–2010年 |
|      | 健·懷亞特     | 自由党 | 2010年–2022年 |
|      | 泰莉亞·羅雲斯 | 工党   | 2022年至今    |